# フアン・ルイス・バリオス
フアン・ルイス・バリオス（Juan Luis Barrios Nieves、1983年6月24日 - ）は、メキシコの陸上競技選手、専門は長距離走。フアン・ルイス・バリオス・ニエベスはスパニッシュネームであり、父方の姓がバリオス、母方の姓がニエベスである。メキシコシティ出身。身長175cm、体重63kg。
2002年世界ジュニア陸上競技選手権大会1500mに出場し8位となった。2007年パンアメリカン競技大会の5000mと1500mで銀メダルを獲得した。2008年8月の北京オリンピックでも1500m・5000mの2種目に出場し、5000mでは7位入賞の成績を残した。2005年の第1回北中米カリブ海陸上競技協会クロスカントリー選手権男子個人の部に優勝。翌2006年の第2回大会では個人の部で連覇を飾り、チーム部門でのメキシコの優勝に貢献した。

## 記録
- 800m - 1分48秒43（2004年）
- 1500m - 3分37秒71（2007年）
- 3000m - 7分37秒64（2006年）
- 5000m - 13分09秒81（2011年）
- 10000m - 27分28秒82（2012年）
- ハーフマラソン - 1時間01分21秒（2013年）